# Petru Iosub
Petru Iosub, romunski veslač, * 16. junij 1961.
Iosub je na Poletnih olimpijskih igrah 1984 v Los Angelesu osvojil zlato olimpijsko medaljo v dvojcu brez krmarja. Takrat je veslal v paru z Valerjem Tomo. 